# Comuna Novohrîhorivka, Mala Vîska
Novohrîhorivka (în ucraineană Новогригорівка) este o comună în raionul Mala Vîska, regiunea Kirovohrad, Ucraina, formată din satele Novohrîhorivka (reședința), Novooleksandrivka și Novopetrivka.

## Demografie
Componența lingvistică a comunei Novohrîhorivka
     Ucraineană (94,44%)
     Rusă (4,63%)
     Alte limbi (0,92%)
Conform recensământului din 2001, majoritatea populației comunei Novohrîhorivka era vorbitoare de ucraineană (94,44%), existând în minoritate și vorbitori de rusă (4,63%).